# Herrania umbratica
Espèce
Statut de conservation UICN

 EN B1+2c : En danger
Herrania umbratica est une espèce de plantes de la famille des Malvaceae.

## Publication originale
- Caldasia 2(8): 261–264, pl. s.n. [p. 263]. 1943.